# Brasil (Mario Biondi)
Brasil è il dodicesimo album in studio del cantante italiano Mario Biondi, pubblicato il 9 marzo 2018.
Con il brano Rivederti l'artista ha partecipato al Festival di Sanremo 2018, classificandosi al diciannovesimo e penultimo posto.

## Il disco
Nell'album Biondi canta in quattro lingue: portoghese, francese, inglese e italiano.
Il disco propone diverse cover della musica popolare brasiliana riadattate o tradotte per l'occasione.

### I brani[1]
- Felicidade è una rivisitazione in inglese del brano di Seu Jorge. Il testo in inglese è stato scritto da Biondi con Jeff Cascaro e Robin Goldsby.
- Devotion è un inedito scritto da Rogè, Gabriel Moura e Gabriela Da Silva Riley.
- Upside down (Flor de lis) è una ballata del cantautore Djavan interpretata anche da Carmen McRae.
- Rivederti è il brano proposto al Festival di Sanremo 2018, scritto da Mario Biondi, Giuseppe Furnari e Dario Fisicaro.
- Take Me to the Stars è un brano soul-funk in cui ha collaborato, all'arrangiamento degli archi, Arthur Verocai.
- Sophia è un brano di Rogê e Gabriel Mora con testo in inglese. Per gli archi Biondi si è avvalso della collaborazione della Memphis Horns di Marlon Sette, Altair Martins e Zé Carlos Bigorna.
- Eu sei que vou te amar è un brano scritto da due grandi della bossa nova, ossia Tom Jobim e Vinícius de Moraes. Il testo è in inglese, scritto da Biondi, mentre per le chitarre partecipa Pedro Sá. Il brano è stato interpretato anche da Ornella Vanoni in italiano nel 1976 col titolo Io so che ti amerò (testo di Sergio Bardotti).
- Deix eu dizer è un brano di Ivan Lins interpretato da Claudya nel 1973. In questa cover in italiano e portoghese, Biondi collabora con entrambi gli artisti.
- On the moon è un altro inedito firmato da Biondi.
- Jardin d'hiver è un brano in francese Benjamin Biolay e Keren Ann reso celebre da Henri Salvador.
- Smooth operator è una cover dei Sade. Vi partecipa il musicista tedesco Till Brönner.
- Luiza è un altro brano di Tom Jobim.
- L'ultima traccia è la versione in portoghese di Rivederti, interpretata con Ana Carolina e Daniel Jobim.

## Tracce
1. Felicidade
2. Devotion
3. Upside Down (Flor de Lis)
4. Rivederti (Italian Version)
5. Take Me to the Stars
6. Sophia
7. It's You I'll Always Love (Eu sei que vou te amar)
8. Deixa Eu Dizer (feat. Claudya & Ivan Lins)
9. On the Moon
10. Jardin d'hiver
11. Smooth Operator (feat. Till Brönner)
12. Luiza
13. Rivederti (feat. Daniel Jobim & Ana Carolina) (Rio Version)